# Helmer Adler
Helmer Adler, född 6 maj 1908 i Kuhmo, död 4 december 1940 i Helsingfors, var en finländsk teater- och filmregissör, kritiker. 
Adler tillhörde på 1930-talet de kulturradikala kretsarna kring tidskriften Tulenkantajat. Han betraktas som en av den moderna filmkritikens grundläggare i Finland.